# Eleccions a Ruanda
Les eleccions a Ruanda es produeixen en el marc d'una democràcia multipartidista i un sistema presidencial. El President de Ruanda i la majoria dels membres de la Cambra de Diputats són elegits directament, mentre que el Senat és elegit indirectament i en part nomenat.

## Història electoral

### Pre-independència
El Decret del 14 de juliol de 1952 per part de les autoritats colonials belgues va introduir un element de democràcia al sistema polític ruandès. Es va crear un sistema electoral complicat, que va implicar diverses etapes d'eleccions per escollir finalment el Consell Superior nacional; els notables elegien els Consells de Sub-Caps; sub-caps i notables elegien els Consells de la Prefectura; els sub-caps i els membres del Consell de la Prefectura elegien els Consells Territorials, i els caps i els Consells Territorials escollien el membre del Consell Superior. Les eleccions es van celebrar sota aquest sistema en 1953-54 i 1956-57.
Les primeres eleccions directes es van celebrar en setembre de 1961, on el MDR-Parmehutu va obtenir 35 dels 44 escons a l'Assemblea Legislativa.

### Post-independència
Després de la independència el 1962, el país es va convertir en un sistema unipartidista amb MDR-Parmehutu com l'únic partit legal. Les eleccions generals es van celebrar el 1965, on Grégoire Kayibanda va ser reelegit president sense oposició, mentre que el partit obtenia els 47 escons a l'Assemblea Nacional; a les eleccions presidencials, els electors podien votar a favor o en contra de la candidatura de Kayibanda, mentre que a les eleccions de l'Assemblea Nacional els votants podien aprovar la llista de MDR-Parmehutu completa o donar un vot preferent a un sol candidat. Les eleccions de 1969 es van celebrar sota el mateix sistema amb el mateix resultat.
Després del cop d'estat de Ruanda de 1973 les següents eleccions presidencials de Ruanda es van celebrar el 1978, en què els electors podien votar a favor o en contra de la candidatura del cap d'estat Juvénal Habyarimana; el 99% va votar a favor. Les eleccions parlamentàries de Ruanda van ser retardades fins a 1981 i van veure que el Moviment Republicà Nacional per la Democràcia i el Desenvolupament (MRND), l'únic partit legal, guanyava els 64 escons. Habyarimana va ser reelegit amb el 99,97% dels vots a les a les eleccions parlamentàries ruandeses celebrades una setmana més tard, després de veure al MRND obtenir els 70 escons. Habyarimana va ser reelegit novament a les eleccions de 1988, aquesta vegada amb el 99,98% dels vots, mentre que el MRND va obtenir els 70 escons novament a les eleccions parlamentàries de la setmana següent.
A causa de la Guerra Civil ruandesa i el posterior genocidi ruandès, les següents eleccions no es van celebrar fins al 2003, moment en què el país havia tornat a ser una democràcia multipartidista. Paul Kagame del Front Patriòtic Ruandès (RPF) va ser reelegit com a president a les eleccions presidencials d'agost de 2003, amb el 95% dels vots, mentre que la coalició liderada pel FPR va obtenir 40 dels 53 escons elegits a les eleccions parlamentàries de setembre de 2003. La coalició va obtenir 42 escons a les eleccions parlamentàries de 2008, amb Kagame reelegit novament a les eleccions presidencials de 2010 amb el 93% dels vots. La coalició del FPR va mantenir la seva majoria a les eleccions parlamentàries de 2013, obtenint 41 escons.

## Sistema electoral
L'edat de vot a Ruanda és als 18 anys.

### President
El President de Ruanda és elegit en una ronda de votacions per majoria simple.

### Cambra de diputats
Els 80 membres de la Cambra de Diputats de Ruanda consistien en 53 membres elegits directament per representació proporcional en una circumscripció nacional única, 24 dones elegides per col·legis electorals formats a les províncies (sis de l'Est, Sud i Oest, quatre provinents de la del Nord i dos de Kigali) i tres membres elegits per mini-comitès, dos representants dels joves (elegits pel Consell Nacional de la Joventut) i un representant de persones discapacitades (elegit per la Federació de les Associacions de Persones amb Discapacitat).

### Senat
El Senat té 26 membres, dels quals 14 són elegits indirectament i 12 són nomenats. Els 14 membres elegits indirectament són 12 membres elegits pels ajuntaments i dos professors universitaris elegits per personal universitari. Els 12 membres nomenats inclouen vuit nomenats pel president i quatre nomenats pel Fòrum d'Organitzacions Polítiques.